# Łaszczówka
Łaszczówka – wieś (dawniej miasto) w Polsce położona w województwie lubelskim, w powiecie tomaszowskim, w gminie Tomaszów Lubelski. Leży nad rzeką Sołokiją.
Łaszczówka uzyskała lokację miejską około 1610 roku, zdegradowana przed 1764 rokiem. W latach 1975–1998 miejscowość administracyjnie należała do województwa zamojskiego.
Wieś jest sołectwem w gminie Tomaszów Lubelski. Według Narodowego Spisu Powszechnego z roku 2011 wieś liczyła 1018 mieszkańców.
Wieś ma klub sportowy Pogoń 96 Łaszczówka powstały w 1996. W sezonie 2024/2025 klub gara w klasie okręgowej, w grupie Zamość.
Wieś jest siedzibą rzymskokatolickiej parafii Trójcy Przenajświętszej .

## Historia
Dzisiejsza Łaszczówka powstała jako miasto w roku 1610. Osadzona została przez Floriana Łaszcza-Nieledewskiego (zm. ok. 1616) na gruntach wsi Ruda Wołoska nabytej przez jego ojca Stanisława. Miasto nosiło początkowo nazwę Nowy Łaszczów. Fundacja miasta wyprzedziła przywilej lokacyjny bowiem ten uzyskał Łaszcz od króla Zygmunta III dopiero 25 grudnia 1613 roku. W 1630 roku miasteczko liczyło już 185 domów i posiadało kościół z parafią własną. Powstanie miasta nie było dobrze przyjęte przez Zamojskich w tym samym okresie prowadząc własną politykę osiedleńczą lokowali Jelitów (dziś Tomaszów Lubelski), którego rozwój miał istotny wpływ na osadnictwo wokół Ordynacji. Lokacja była zatem niezbyt udana, albowiem będąc w posiadaniu następnych właścicieli – w XVIII stuleciu Kurdwanowskich, którym miejscowość darował król August III Sas, Łaszczówka wymieniana jest jako wieś. W roku 1786 pisze się o niej: „...wieś dziedziczna Placyda Kurdwanowskiego, przeszłego kuchmistrza koronnego.